# Die blauen Schwerter
Die blauen Schwerter ist ein Spielfilm der DEFA. Der 1949 in Schwarzweiß gedrehte Film befasst sich mit der Biographie von Johann Friedrich Böttger, dem Miterfinder des ersten weißen europäischen Porzellans.

## Handlung
Um das Jahr 1700 reist der griechische Mönch Laskari nach Berlin, der Residenz des preußischen Kurfürsten Friedrich III. Er behauptet zu wissen, wie man Gold herstellen könne. Der Kurfürst zeigt sich, zwecks Finanzierung seiner luxuriösen Wünsche, interessiert. Der Apothekerlehrling Johann Friedrich Böttger wird zum begeisterten Gehilfen des Goldmachers. Er muss jedoch erkennen, dass Laskari ein Betrüger ist. Böttger flieht vor dem Kurfürsten und einer drohenden Internierung in der Zitadelle Spandau nach Sachsen. Hier hofft er auf die Hilfe des Grafen von Tschirnhausen. Dieser hatte in Berlin von der Herstellung dünnen Porzellans, des „weißen Goldes“ gesprochen.
Der besonders verschwenderische sächsische Herrscher August der Starke ist aber an der vermeintlichen Kunst Böttgers Gold herzustellen interessiert und lässt ihn festnehmen. Böttger wird auf eine Festung in Dresden, die Jungfern-Bastei, gebracht und mit allem versorgt, was angeblich für die Goldherstellung nötig ist.
Sieben Jahre wartet der König darauf, dass Böttger ihm Gold herstellt. Böttger weiß, dass sich Gold nicht produzieren lässt. Er experimentiert stattdessen mit der Herstellung von weißem Porzellan. Dieser kostbare Stoff wird bis dahin nur in China hergestellt. Böttger hofft, dass ihn der König frei lässt, wenn er ihm dieses weiße Gold zugänglich macht. Um Druck auszuüben, lässt der König Böttger an der Hinrichtung eines anderen, als Betrüger entlarvten vermeintlichen Goldherstellers teilnehmen. Bei der durch das Schwert vollzogenen Hinrichtung fällt der Blick Böttgers auf zwei gekreuzte Schwerter an der Wand des Gerichtssaales.
Zwar gelingt Böttger 1709 die Enträtselung der Porzellanherstellung, der König gewährt ihm jedoch nicht die erhoffte Freiheit. Die Schwerter aus dem Gerichtssaal, an die sich Böttger erinnert, werden zum Symbol der neuen Porzellan Manufactur.

## Aussage des Films
Der Film, dessen Name auf das Markenzeichen des Meißener Porzellans, zwei gekreuzte blaue Schwerter anspielt, will den Absolutismus und die Fürstenherrschaft anprangern. Insoweit steht er in der ideologischen Linie der gerade gegründeten, von der SED regierten, DDR.
Als künstlerisches Mittel zur Erzeugung einer Stimmung werden im Film die verschiedenen Orte der Handlung in deutlich unterschiedlicher Beleuchtung gegenübergestellt. So stehen sich die hellen Prunksäle des sächsischen Herrschers und die dunklen Arbeitsräume Böttgers gegenüber.

## Produktion
Der Film entstand im Atelier Berlin-Johannisthal mit Außenaufnahmen aus Potsdam, Babelsberg und Umgebung.
Die blauen Schwerter war die erste selbständige Regiearbeit von Regisseur Wolfgang Schleif, der zuvor bereits als Assistent von Veit Harlan gearbeitet hatte. Um den Plan zu erfüllen, fanden die Dreharbeiten tags und nachts statt. Schleif wechselte sich daher mit dem Regisseur Hans Heinrich in der Regieführung ab. Allerdings trug nur ein Regisseur, nämlich Schleif die Verantwortung und wurde auch als einziger im Abspann genannt. Eine ähnliche Situation gab es bei dem kurz nach den Blauen Schwertern entstandenen DEFA-Film Bürgermeister Anna. Hier war Schleif der Ungenannte.

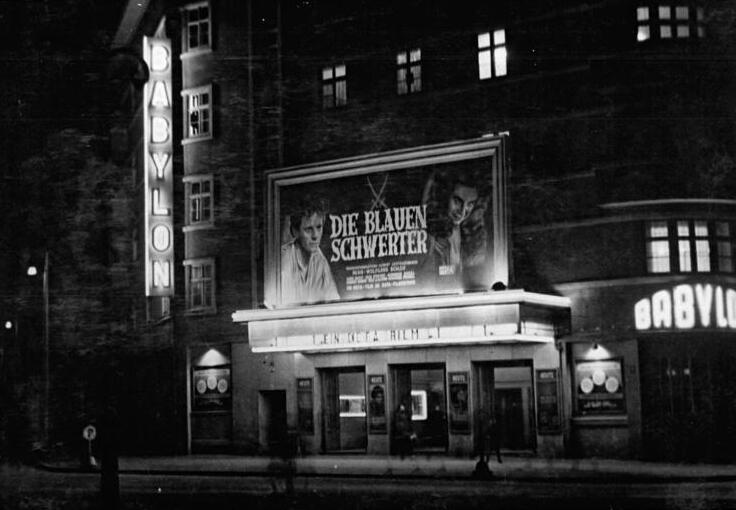
Kino Babylon am 5. Januar 1950 mit Werbung für Die blauen Schwerter

Die Uraufführung fand am 30. Dezember 1949 im Kino Babylon in Berlin-Mitte statt. Die erste Aufführung in Westdeutschland erfolgte am 25. August 1950. Insgesamt sahen den Film allein in der DDR 3.299.432 Kinobesucher. Er war damit der 42. meistgesehene Film in der DDR, der auch dort gedreht worden war.
Am 19. Februar 1954 wurde der Film vom Fernsehzentrum Berlin erstmals ausgestrahlt. Die Angaben zur Länge des Films variieren zwischen 99 und 92 Minuten. Die Länge des Originals betrug 2699 m. Die Spieldauer der am 16. August 2005 erschienenen DVD beträgt 96 Minuten. Die Altersfreigabe der DVD-Fassung beträgt 6 Jahre, die Filmversion wird mit 12 Jahren ausgewiesen.
Hauptdarsteller Hans Quest war nach dem Film über 37 Jahre nicht mehr in DEFA-Filmen zu sehen. Erst 1986 in Caspar David Friedrich – Grenzen der Zeit, einer Koproduktion an DDR-Drehorten von DEFA und der Allianz-Filmproduktion aus West-Berlin, war er wieder dabei. Die von Karl Schneider geschaffenen Szenenbildentwürfe befinden sich heute im Filmmuseum Potsdam.

## Kritiken
Trotz seiner politischen Tendenz wird der Film im Lexikon der DEFA-Spielfilme aus dem Jahr 2001 als „stimmungsvoll“ und „mit ausgezeichneten Schauspielern“ beschrieben. Das Lexikon des internationalen Films kritisiert das Werk als „trockene Filmbiografie, die den geschichtlichen Begebenheiten gezielt gesellschaftspolitische Argumente gegen den Absolutismus abgewinnen will.“
Die zeitgenössische Kritik zeigt sich in unterschiedlichen Aspekten kritisch. In der Jungen Welt vom 6. Januar 1950 äußert Wolfgang Kohlhaase, dass sich die Gesellschaftliche Situation nicht deutlich genug zeige und stellt damit den Film als zu unideologisch im sozialistischen Sinne dar. „Die feudale Welt wird mit wenig Schärfe angedeutet, die gesellschaftliche Gegenseite, das Volk, ist auf einige primitiv gezeichnete Gestalten beschränkt. Dadurch ist auch die Stellung Böttgers unklar, den man hier irgendwo in der Mitte zwischen beiden Seiten findet.“
In der Weltbühne kritisiert Leo Menter, dass sich Schleif nicht habe entschließen können, die sich ständig wiederholenden Fluchtszenen zu straffen, auch wenn diese „fotografisch zum Teil außerordentlich gut herausgearbeitet waren.“ Menter kritisierte weiter: „Auch die Fürstenszenen stützten sich zu stark auf eine goldbronzierte äußerliche Barockangelegenheit.“ Gelobt wird die schauspielerische Leistung.